# So Intense
So Intense è l’unico album in studio della cantante statunitense Lisa Fischer ed è stato pubblicato il 30 aprile 1991.

## Tracce
1. Save Me, (Lisa Fischer, Narada Michael Walden)
2. Get Back to Love, (Luther Vandross, Marcus Miller)
3. How Can I Ease the Pain, (Fischer, Walden)
4. So Intense, (Essra Mohawk, Randy Cantor, Walden, Claythoven Richardson)
5. Wildflower, (Douglas Edwards, David Richardson)
6. Some Girls, (Vandross, Miller)
7. So Tender, (Fischer, Attala Zane Giles, Cornelius Mims)
8. Send the Message of Love, (Vandross, Hubert Eaves III)
9. Chain of Broken Hearts, (Jon Rosen, Karen Manno)
10. Last Goodbye, (Raymond C. Jones, Sami McKinney)

## Classifiche
| Classifica (1991)                    | Posizione massima |
| ------------------------------------ | ----------------- |
| Stati Uniti                          | 100               |
| Stati Uniti (classifica R&B/Hip-Hop) | 5                 |